# Ченіт
Ченіт (англ. Chenite) — мінерал, належить до безводних сульфатів Pb з додатковими аніонами, з середніми та великими катіонами.

## Етимологія
Названо на честь Цонг Т. Чена (Tzong Tzy Chen) (1942-), канадського мінералога з Канадського центру мінеральних та енергетичних технологій (CANMET), Оттава, Онтаріо, Канада, за його внесок у мінералогію.
Рік знахідки:1983
Перша публікація: 1986

## Загальний опис
Хімічна формула: Pb4Cu(SO4)2(OH)6
Колір: блакитний, блідо-блакитний. 
Блиск: адамантин, склоподібний, смолистий. 
Твердість: 2½
IMA 1986.
Прозорість: прозорий, напівпрозорий.
Місцезнаходження: шахта Susanna, Leadhills, Шотландія
Крім того, знахідки: Зільберхютте, Альтенау, гори Гарц, Німеччина.